# Peter Hochkofler
Peter Hochkofler (* 4. Oktober 1994 in Bozen) ist ein italo-österreichischer Eishockeyspieler, der seit 2015 beim EC Red Bull Salzburg in der Österreichischen Eishockey-Liga unter Vertrag steht.

## Karriere
Peter Hochkofler wuchs in den Südtiroler Gemeinden Kaltern und Eppan auf, wo er mit dem Eishockeysport begann und Italienischer Meister in der Altersklasse U12 und U15 wurde. Im Alter von 15 Jahren wechselte er nach Salzburg, wo er noch im gleichen Jahr den österreichischen U17-Meistertitel feiern konnte. Anschließend spielte er für Salzburgs Farm- und U18-Team im Spielbetrieb des internationalen Red Bulls Hockey Rookies Cup und der Molodjoschnaja Chokkeinaja Liga (MHL), der multinationalen Juniorenliga der russischen Kontinentalen Hockey-Liga (KHL). Außerdem spielte er für Salzburgs U20-Team in der Erste Bank Young Stars League (EBYSL).
Im Juli 2015 erhielt er die österreichische Staatsbürgerschaft und schaffte den Sprung in die Kampfmannschaft des EC Red Bull Salzburg. In der Saison 2015/16 kam er auf 67 Einsätze, schaffte zwölf Punkte und gewann mit der Mannschaft den Österreichischen Meistertitel und die Österreichische Eishockey-Liga. Auch in den Folgejahren stand Hochkofler im Kader der Mannschaft.

### International
Von 2010 bis 2014 spielte er für die italienische U18- und U20-Mannschaft bei internationalen Wettbewerben. Er spielte mit der U18-Auswahl bei den Weltmeisterschaften der Division I 2011 und 2012, als er zum besten Spieler seiner Mannschaft gewählt wurde. Mit der italienischen U20 spielte er 2012, 2013 und 2014 in der Division I, wobei in seinem letzten Juniorenjahr der Aufstieg von der B- in die A-Gruppe der Division I gelang.
Mit der Herren-Auswahl der Italiener nahm er erstmals an der Weltmeisterschaft der Division I 2018 teil, als der Aufstieg in die Top-Division gelang. Neben zwei Vorlagen steuerte Hochkofler dabei das 1:0 beim entscheidenden 3:0-Erfolg gegen die am Ende punktgleichen Kasachen bei.

## Erfolge und Auszeichnungen
- 2016 Österreichischer Meister und Gewinn der Österreichischen Eishockey-Liga mit dem EC Red Bull Salzburg

### International
- 2014 Aufstieg in die Division I, Gruppe A, bei der U20-Weltmeisterschaft der Division I, Gruppe B
- 2018 Aufstieg in die Top-Division bei der Weltmeisterschaft der Division I, Gruppe A

## Karrierestatistik
(Legende zur Spielerstatistik: Sp oder GP = absolvierte Spiele; T oder G = erzielte Tore; V oder A = erzielte Assists; Pkt oder Pts = erzielte Scorerpunkte; SM oder PIM = erhaltene Strafminuten; +/− = Plus/Minus-Bilanz; PP = erzielte Überzahltore; SH = erzielte Unterzahltore; GW = erzielte Siegtore; 1 Play-downs/Relegation; Kursiv: Statistik nicht vollständig)